# Martinje
Martinje este o localitate din comuna Gornji Petrovci, Slovenia, cu o populație de 102 locuitori.